# LAMP3
LAMP3 (англ. Lysosomal-associated membrane protein 3) — гликопротеин лизосомальной мембраны из семейства белков LAMP. Представлен в лимфоидных органах и в дендритных клетках.

## Структура
Зрелый белок LAMP3 относится к трансмембранным белкам, содержит 389 аминокислот (сигнальный пептид, направляющий вновь синтезированный белок к лизосомам и позже отщепляющийся, содержит 27 аминокислот).

## Тканевая специфичность
В отличие от двух основных белков семейства LAMP1 и LAMP2, этот белок в основном экспрессируется в лимфоидных органах и дендритных клетках, а также в лёгких. Повышенная экспрессия LAMP3 наблюдается в клетках карциномы пищевода, толстого кишечника, желудка, груди и др. тканей.

## Патология
Нарушение гена LAMP3 связано с риском возникновения болезни Паркинсона.